# Трансцендентальная аналитика
Трансцендентальная аналитика (нем. Transzendentale Analytik) — раздел (отдел) трансцендентальной логики «Критики чистого разума» И. Канта, разлагающий деятельность рассудка на элементы и показывающий их как принципы всякой логической оценки нашего знания. По словам Канта, чистые рассудочные понятия (основные категории трансцендентальной аналитики) служат для возможности помышления предмета, в отличие от априорных форм созерцания, рассмотренных в трансцендентальной эстетике, посредством которых предмет нам даётся. Таким образом, трансцендентальная аналитика предназначена для вычленения априорных понятий, которые являются основными для трансцендентального единства апперцепции. Также важно, что эти понятия должны быть чистыми, а не эмпирическими, чтобы они не принадлежали к созерцанию и чувственности, а только к мышлению и рассудку, чтобы они были первоначальными понятиями и отличались от составленных из них, таким образом вторичных по отношению к ним, понятий, а также чтобы их таблица была полной и охватывала всю сферу чистого рассудка. Такая полнота возможна лишь при посредстве идеи априорного рассудочного знания как целого, знания как единой системы.
Трансцендентальная аналитика состоит из двух книг: аналитики понятий и аналитики основоположений.

## Аналитика понятий
В рамках аналитики понятий происходит расчленение способности рассудка с целью выявления чистых априорных понятий (категорий чистого рассудка).

### Понятие о категориях
Чистые рассудочные понятия возникают из чистого рассудка, не имея в себе никакой примеси опыта, чувственности, созерцания. Рассудочное познание, в отличие от созерцания, не интуитивное, а дискурсивное (то есть, осуществляются через понятия). Созерцания зависят от внешнего воздействия, понятия — от функции, то есть, единой деятельности, подводящей некоторое множество представлений под одно представление. Так, например, понятие «яблоко» объединяет, с одной стороны, представления о красном, шарообразном, твердом, сладком (кислом); с другой — представления об этом яблоке, о другом яблоке, о третьем яблоке и т. д. В одном понятии мыслится сразу несколько представлений, даже если это понятие конкретное, единичное.
С другой стороны, в созерцаниях представления даются как результат воздействия чего-то внешнего, нам неподвластного, чуждого, а потому — случайного. То или иное многообразное в созерцании принадлежит нам насколько, насколько оно обусловлено пространством и временем как формами созерцания, чувственное содержание же представляет собой случайную игру внешних сил, как отметил ещё Д. Юм. Но в рассудке синтез и единство многообразного не есть данность, а есть спонтанность, свободный акт схватывания (Begreifen, ср. Begriff, понятие), не заданный ничем, кроме самого рассудка — а, значит, принадлежащий исключительно рассудку как нечто необходимое, а не чему-либо внешнему то есть, случайному.
При помощи понятий рассудок составляет различные суждения, являющиеся выражениями мышления. Всякое суждение изначально представляет собой единую мысль, следовательно, всякое суждение представляет собой единство мышления, выраженное тем или иным способом. Понятия есть предикаты возможных суждений, относящиеся к чему-либо (некому предмету). Если отвлечься от содержания суждений, то, по мнению Канта, возможны 12 форм суждений, которые, в свою очередь, объединяются в четыре группы.
Группы эти следующие:
| Качество                                      | Количество                     | Отношение                                    | Модальность                                             |
| --------------------------------------------- | ------------------------------ | -------------------------------------------- | ------------------------------------------------------- |
| Утвердительные («А есть б»)                   | Общие («Все А есть б»)         | Категорические («А есть б»)                  | Проблематические («Возможно, А есть б»)                 |
| Отрицательные («А не есть б»)                 | Частные («Некоторые А есть б») | Гипотетические(«Если А есть б, то В есть д») | Ассерторические («Существует в мире А, которое есть б») |
| Бесконечные («А есть не б, не д, не с… не n») | Единичные («Это А есть б»)     | Разделительные («А или б, или с»)            | Аподиктические («Необходимо, что А есть б»)             |

Каждое суждение представляет собой единый акт сознания на основе синтеза представлений, присоединённых в этом процессе друг к другу и рассматриваемые как единое целое. Такой синтез является чистым, если многообразие представлений дано априори, а не эмпирически. Чистый синтез даёт чистое рассудочное понятие. Этот синтез осуществляется такой способностью рассудка как воображение, однако данный синтез ещё не есть познание. Для познания нам необходимо а) данное многобразное в созерцании (чистом или эмпирическом), б) синтез этого многообразного в воображении (репродуктивный (то есть, воспроизводящий) или продуктивный) и в) осознание единства этого синтеза в понятии рассудком. В общей логике различные представления подводятся под одно понятие (А есть б, с, д и т. д.), в трансцедентальной — под понятие подводится чистый синтез представлений.
«Та же самая функция, — пишет Кант, — которая сообщает единство различным представлениям в одном суждении, сообщает единство также и чистому синтезу различных представлений в одном созерцании; это единство, выраженное в общей форме, называется чистым рассудочным понятием».
Один и тот же рассудок, одними и теми же средствами создает а) аналитическое единство понятий в суждении (мысль, выраженная в суждении (предложении), распадается на понятия, её составляющие); б) синтетическое единство многообразного в созерцании (многообразное, данное созерцанием охватывается единой мыслью и в этой мысли представляет собой единство со-знания). Когда мы мыслим яблоко, мы мыслим его единым во всей полноте определений, когда мы говорим: «Это яблоко красное», — мы разлагаем единую мысль на субъекты и предикаты. «Образ действия рассудка, — указывает Кант, — когда он представляет себе объем разделенного понятия, совершенно такой же, когда он мыслит вещь как деленную на части». Но для чистого синтеза и чистого единства важно не содержание как в данном примере, а форма — то есть, способ соединения множества в единое целое в едином акте. Таким образом, чистых рассудочных понятий (Кант называет их в рамках существующей философской традиции «категориями») можно выделить столько же, сколько существует логических функций в суждениях, не больше и не меньше: двенадцать категорий, объединённых в четыре группы.
| Качества    | Количества      | Отношения                    | Модальности                     |
| ----------- | --------------- | ---------------------------- | ------------------------------- |
| Реальность  | Единственность  | Причастное и самостоятельное | Существование — Несуществование |
| Отрицание   | Множественность | Причинность и следствие      | Необходимость — случайность     |
| Ограничение | Целокупность    | Взаимодействие в общении     | Возможность — невозможность     |

«Таков перечень всех первоначальных чистых понятий синтеза, которые рассудок содержит в себе a priori и именно благодаря которым он называется чистым, так как только через них он может что-то понимать в многообразном [содержании] сознания, то есть мыслить объект созерцания».
Эта таблица представляет собой полный перечень всех чистых рассудочных понятий (категорий). Однако её можно дополнить ещё несколькими важными замечаниями. Во-первых, категории количества и качества представляют собой категории математические (касающиеся предметов созерцания), а отношения и модальности — динамические (касающиеся существование указанных предметов в отношении друг к другу или рассудку). Во-вторых, каждый класс категорий содержит три категории, причем третья категория возникает из соединения первых двух. Так целокупность есть множество, рассматриваемое как единство, ограничение — реальность, связанная с её отрицанием, общение — причинность субстанций взаимоопределяющих друг друга, необходимость — существование, данное в самой возможности.
Вышеприведенную операцию, обнаружившую чистые рассудочные понятия в системе нашего знания, Кант именует метафизической дедукцией. Но для того, чтобы показать, как на основе этих понятий возможно новое знание, требуется ещё одна дедукция — трансцендентальная.

### Трансцендентальная дедукция категорий
Под дедукцией Кант имеет в виду обоснование права применения чистых рассудочных понятий к опыту. С эмпирическими понятиями такой проблемы не возникает, ибо их применение к опыту и в опыте очевидно в силу их опытного же происхождения. Но могут ли применяться к опыту понятия, из опыта не выведенные, к опыту отношения сами по себе не имеющие?
И категории, и пространственно-временные формы всегда употребляются нами в опыте и присутствуют в нём. Однако для обоснования законного их применения этого явно недостаточно — такое обоснование должно быть не эмпирическим, а чистым, трансцендентальным.
Категории нуждаются в таком обосновании в первую очередь. Если пространство и время употребляются нами как формы чистого созерцания только в созерцании и, таким образом, всегда имманентно имеют некую связь с предметами и объектами (эти объекты априори полагаются данными в пространстве и времени, но и чистое представление о пространстве-времени невозможно без отсылки к неким воображаемым квазиобъектам — точкам, единицам, «нечто» как часть агрегата или ряда), то категории могут употребляться и без всякой связи с созерцанием, вне всяких условий чувственности. В геометрии применение пространственных форм интуитивно очевидно и не нуждается ни в каком обосновании, так как пространственная связь дана в самом созерцании.
Но категории говорят о предметах не на основе созерцания, а на основе чистого априорного мышления. Если так, то категории сами по себе не содержат никакой предметности, а, значит, и условий своего применения к предметам, которое становится необоснованным и незаконным, как на это и указывал Юм. Возникает, таким образом, вопрос: на чем основывается синтетическое единство чистых рассудочных понятий? Иначе говоря, каким образом субъективные условия мышления имеют объективную значимость, то есть являются условиями всякого познания предметов; почему предметы должны подчиняться категориям рассудка с той же необходимостью, с какой многообразное созерцания подчиняется формальным условиям пространства и времени?
Синтетические представления и их предметы могут необходимостью сообразовываться всего в двух случаях: а) когда предмет делает возможным представление, то есть, эмпирически; б) когда представление делает возможным предмет. Последнее предполагается не в смысле существования, а в смысле определения как предмета возможного опыта. Что здесь имеется в виду? Является ли предметом опыта яблоко? Само по себе, конечно, нет — станет оно предметом опыта или нет, зависит от нашей конкретной познавательной практики, от того, что именно мы желаем узнать. Так для условного И. Ньютона согласно легенде яблоко послужило толчком к исследованию природы движения тел вообще и небесных в частности. Но яблоко, рассмотренное с такой позиции, уже перестает быть яблоком, оно превращается в «тело» или даже «материальную точку», то есть, становится «предметом возможного опыта», оставаясь в себе и для себя все тем же яблоком.
В наших созерцаниях, как было показано в «Трансцендентальной эстетике», все чувственные восприятия подчинены пространственно-временным условиям. Мы не можем ни созерцать, ни представлять какой-либо объект вне этих форм, сопровождающих восприятия и представления постоянно. Но возможно ли, чтобы наше восприятие определялось не только формами чувственности, но и чистыми рассудочными понятиями? Без допущения такого определения ни один объект созерцания не сможет стать предметом возможного опыта, поскольку в опыте обязательно содержится не только созерцание, но и понятие о предмете как предмете опыта (точке, теле и т. д.). Для опыта, таким образом, одинаковое значение должна иметь как данность предмета (в созерцании), так и мыслимость его (в рассудке).
Итак, всякая связь имеет своим источником только рассудок, но не чувственность (в пространстве и времени есть координация или субординация представлений или созерцаний, но пока ещё не их связь как таковая). Связывающее действие рассудка Кант называет синтезом — причем, синтез лежит в основе любого анализа («там, где рассудок ничего раньше не связал, ему нечего и разлагать»). Но понятие связи должно обязательно содержать ещё и понятие единства многообразного. Представление об этом единстве не может возникнуть из самой связи, оно необходимо предшествует ей и делает возможным всякую связь. Это единство выступает как основание единства всех категорий.

#### От первого ко второму изданию
Одно из отличий первого издания «Критики…» от второго заключается в разделе о трансцендентальной дедукции категорий. Во втором издании Кант существенно сократил изложение, убрав подробное описание опыта и его стадий и фактически сразу перейдя к проблеме трансцендентального единства апперцепции.
Для решения вопроса о трансцендентальной дедукции (а именно — обнаружения основания определения при помощи чистых рассудочных понятий представлений созерцания, то есть, фактически, основания своего знаменитого коперниканского переворота) Канту необходимо показать, каким образом внутреннее, субъективное может определять внешнее, объективное. Эта проблема возникала уже в Трансцендентальной эстетике (проблема времени как априорной формы внутреннего чувства), но там она была разрешена при помощи активности субъекта, в деятельности которого внешний объект (например, прямая линия) подчинялся сознательному акту (построению линии как предмета созерцания). Здесь же суть вопроса обращена уже не только на внутреннее созерцание, но на само мышление как таковое.
Ответ на этот вопрос, по мнению Г. Когена, звучит так: «внешнее, предмет рассудка, должен быть в последнем основании таким же чисто внутренним, как и предмет чувств». Для этого Канту необходимо развернуть цельный опыт в ряд явлений, в котором и должно обнаружиться единство сознания как необходимое основание этой цельности. Предметы опыта, таким образом, должны быть дедуцированы из самого понятия «опыт». «…Необходимо исследовать, — пишет Кант, — каковы априорные условия, от которых зависит возможность опыта… Понятие, выражающее такое формальное и объективное условие опыта, должно называться чистым понятием рассудка».
Таких первоначальных способностей, лежащих в основе опыта, Кант выделяет три — чувственность (как обозрение многообразного в созерцании посредством чувства), воображение (синтез многообразного) и апперцепция (осознание единства синтеза). Никакой предмет непосредственно акте восприятия не дается — он конструируется в процессе познания в созерцании и рассудке.
В чувственности многообразное как таковое только обозревается («синопсис»), но ещё не объединяется, не мыслится синтетически. Такое обозревание представляет лишь условие синтеза, поскольку имеет дело лишь с данностью многообразного в созерцании, оно лишь относит все представления к некому «внутреннему чувству» — и не более того. Синтез же представляет собой акт свободной спонтанности, которая не задается многообразным, но свободно преобразует его в едином акте мышления. Этот единый акт представляет собой единство трех основных моментов:
- аппрегензии (преобразование обозрения многообразного в единый образ) представлений в созерцании[6];
- репродукции (воспроизведение и сохранение в каждом акте схватывания последующего представления всех предыдущих — и представление, таким образом, ряда в целом) их в воображении[7];
- синтеза рекогниции (осознание, что мы мыслим то же самое, что мы мыслили в предыдущее мгновение, единство синтеза аппрегензии и репродукции) в понятии.

Простое восприятие многообразного и его синтез в едином образе ещё не обнаруживают перехода субъективной стороны познания в объективную — такой переход происходит только на уровне понятия, где происходит осознание тождества и единства восприятий. Результат воспроизведения должен быть зафиксирован как тождественный с его содержанием. Образ не может сам по себе дать правило такого воспроизведение, сам акт воспроизведения есть акт единичный, а не всеобщий и необходимый. Для этого необходимо единство сознания, которое и возникает в понятии. Многообразное объединяется в определённом порядке, связи, системности, его достаточно для того, чтобы образовать целостность — то есть, в синтезе возникает то, что объединяется в понятии предмета в его единстве, истинности, полноте. Но это единство для «предмета вообще» есть единство формальное, чистое. Условием такого единства и выступает «трансцендентальная апперцепция».
Таким образом, любое познание основывается на трансцендентальном единстве апперцепции, все представления подчиняются его единству. Возможность предмета как необходимой целостности, единства, завершенности, находятся понятии. Правда, понятие этого трансцендентального единства апперцепции станет стержневым в данном контексте только во втором издании «Критики…».

#### Трансцендентальное единство апперцепции
Во втором издании Кант строит свою дедукцию несколько иначе, сделав акцент на её объективный характер. Он изменяет саму схему познания, введя вместо трех элементов два — чувственность и рассудок. Воображение здесь фактически рассматривается как свойство рассудка, при этом конкретное единство чувственности и рассудка воплощается в трансцендентальном синтезе воображения. Но главным отличием становится введение нового понятия — трансцендентального единства апперцепции, ставшего, по сути, гибридом синтеза репродукции в воображении и синтеза рекогниции в понятии.
Всё, о чём мы думаем, всё, о чём мы мыслим, имеет отношение к нам — это наши мысли и наши суждения. Точно также дело обстоит и с многообразием данного в созерцании — прежде, чем оно дано, должно существовать то, чему (кому) оно дано, то есть, субъект, Я. Это с одной стороны. С другой стороны, этот субъект, Я, должен осознавать не только данное в созерцаниях, не только свои мысли, но и самого себя. Иначе, на каком основании эти мысли и созерцания мыслятся принадлежащими к некому субъекту? Этот субъект объединяет, таким образом, все многообразие данного в созерцании в единое целое, в мысль (со-знает её, соединяя многообразное в единое, в одно), а эту мысль он относит к самому себе, также осознанному в мышлении. Первое Кант называет сознанием (эмпирической апперцепцией), второе — самосознанием (чистой, трансцендентальной апперцепцией), причем второе является необходимым условием первого.
Если мы мыслим о чём-либо, например, о комнате, в которой мы находимся, то данные для мышления мы получаем путем чувственного созерцания, подчиненного условиям форм пространства и времени. Это многообразное в самом простом мысленном акте уже будет объединено в некоторые комплексы ощущений — так, например, я могу сначала думать о столе, а затем о шкафе. Таким образом, синтез присутствует во всех, даже самых простых актах нашего мышления. Но этот синтез зависит от данного чувственного материала, он не может считаться самостоятельным и чистым. Этот синтез Кант называет эмпирическим.
Эмпирический синтез не может считаться самостоятельным ещё по одной причине: поскольку данный синтез сопровождает весь процесс мышления, он должен относить предметы опыта к субъекту. Но множественность содержания созерцания, поставленная во главу угла, неизбежно должна породить множественность субъекта, Я: Я-как-мыслящий-о-столе, Я-как-мыслящий-о-шкафу и т. д., то есть, то, о чём писал ещё Юм, говоря об определении Я в процессе познания как о «пучке впечатлений».
Таким образом, для осуществления подлинного единства представлений в мышлений как акта спонтанности необходим чистый синтез, не связанный непосредственно с самим процессом восприятия, сопровождающий все представления и сводящий их к единому субъекту, единому Я, сознающего себя как Я. Такое единство Кант называет чистым самосознанием или чистой апперцепцией. Это единство необходимое условие всякого познания как акта мышления, без которого ни один когнитивный акт не может не то чтобы состояться, но даже помыслим. В рамках этого чистого единства все представления изначально подчинены апперцепции в едином спонтанном акте схватывания — и лишь позже могут быть аналитически разложены на отдельные представления.
Действительно, ведь мы не можем сказать, что, глядя на ряд предметов перед нами, что мы сначала видим шкаф, а затем к этому видению присоединяем видение стола — нет, оба видения даны нам для мышления и в мышлении в изначальном синтезе, разом относящим их к моему самосознанию и делающих х не просто представлениями, но моими представлениями. Это единство обеспечивается тем, что Я во всех этих представлениях тождественно самому себе: а едином акте восприятия нет никакого Я-созерцающего-шкаф, отличного от Я-созерцающего-стол, Я-созерцающего-сейчас и Я-созерцающего-мгновение-назад. Я всегда есть одно и то же представление, сопровождающие все без исключения представления, поскольку они мыслятся.
Рассудок, таким образом, есть «способность a priori связывать и подводить многообразное содержание данных представлений под единство апперцепции» (п.16). Как в созерцании все многообразное подчинено пространственно-временным условиям, так и мышлении (рассудке) все многообразное необходимо подчинено чистому единству апперцепции.
«Рассудок, — пишет далее Кант, — есть… способность к знаниям. Знания заключаются в определенном отношении данных представлений к объекту. Объект есть то, в понятии чего объединено многообразное, охватываемое данным созерцанием» (п.17). В отнесенности всего многообразия созерцания к апперцепции заключена лишь возможность знания, выступающая по отношению к этому знанию как необходимое условие последнего — для того, чтобы знание стало действительным, рассудку необходимо соединить в едином действии все многообразное, необходимо совершить акт единения, акт подчинения многообразного чистому единству, единый с актом осознания этого единства как целого (например, чтобы познать линию в пространстве, необходимо её провести в соответствии с её понятием, осуществив таким образом, единство действия и сознания, получив определённое пространство).
Итак, в созерцании все многообразное подчинено условиям пространственно-временных форм, в рассудке же все созерцания возможны (для осмысления) только при условии первоначального чистого единства апперцепции. Благодаря этому все многообразное охватывается единым актом мышления как «мое» и объединяется в мысли как в «моей» мысли. Но та же самая операция происходит и тогда, когда некоторое множество представлений (в том числе, данных в созерцании) объединяется в единое целое в понятии об объекте (предмете). Чистый априорный характер делает эту синтетическую связь необходимой, а не случайной, как было бы, если бы эта связь принадлежала самим чувственным созерцаниям, ощущениям и впечатлениям. Этот момент не до конца учел в своей критике Юм.
Предположим, нам дано яблоко как совокупность созерцаний. Аналитически мы можем выделить его цвет, форму, вкус и т. д. в качестве самостоятельных представлений или, как называет их Юм, идей. Фактически, по Юму, яблоко и есть всего лишь совокупность этих представлений, так как даны они разными органами чувств и лишь постфактум объединены в объект под понятием «яблоко». По этой причине сложная идея «яблоко» относительно легко распадается на простые. Однако остаются вопросы — а) объективна ли их связь в едином объекте и б) дана ли эта связь непосредственно в восприятии в качестве необходимой? На последний вопрос ответ однозначный — конечно, нет, ибо в восприятии, ощущениях и т. д. никогда никакой необходимости не присутствует. Тут Кант согласен с Юмом. Но если мы все-таки признаем эту связь объективно-необходимой, то основание этой связи нужно поместить не в многообразных созерцаниях, а в понятии (мышлении, рассудке), в котором объект изначально един и целен — как соотнесенный с таким же единым и цельным «Я мыслю». Именно это и делает Кант. Процесс мышления представляет собой не загрузку в рассудок множества восприятий-созерцаний, он работает как охват единой мыслью все новых и новых элементов.
Таким образом, объект существует только благодаря объединению многообразного в созерцании в едином понятии — что невозможно без уже указанного условия, чистого единства апперцепции (самосознания). Поэтому Кант называет его также объективным единством апперцепции. Суждение, таким образом, есть способ приводить знания к такому объективному единству. Возьмем два суждения: «Я ощущаю нечто тяжелое» и «Это тело тяжелое». Первое суждение всего лишь фиксация моих субъективных ощущений. Второе — суждение о реально существующем объекте, что особо подчеркивается связкой «есть». Связка есть указывает на связь представлений — но не в ощущениях (как в первом случае), а в понятии, то есть, сообразно мышлению, условием которого выступает единство апперцепции. Во втором случае нечто мыслится строго как объект.
Это единство является лишь условием единства как мышления, так и созерцания. Но многообразие данных должно быть под это единство особым образом подведено, необходимо специальное действие рассудка — действие, именуемое логической функцией. Каждая логическая функция, как было показано ещё в метафизической дедукции, есть тот или иной способ соединения понятий в суждении, способ, заданный чистым рассудочным понятием (категорией). Таким образом, многообразное в созерцаниях необходимо подчинено категориям как формам мышления, выступающим условиям мыслимости этого многообразия.
Кант напоминает, что наш рассудок не может сам себе давать предметное содержание и поэтому всегда нуждается в созерцании, которое ему такое содержание и предоставляет. Объект не может быть дан рассудку непосредственно, но только через созерцание. Поскольку для познания обязательно требуется данное в созерцании многообразного, категории в качестве познавательных инструментов не могут иметь никакого применения за пределами опыта. Любой объект может быть описан в категориальной системе только как объект возможного опыта. Любое применение рассудка за пределами этого возможного опыта в познании недопустимо — а о квазиобъектах за этими пределами мы можем судить лишь апофатически, да и то очень ограниченно, так как ни одно из чистых рассудочных понятий к ним не может быть применено.
Итак, условиями деятельности рассудка, условиями мыслимости объективной реальности выступают а) многообразное в созерцании; б) единая чистая апперцепция как условие единства синтеза многообразного и его понятия; в) синтетическая деятельность рассудка на основе двенадцати форм — категорий. Как созерцания подчинены пространству и времени, так и мышление подчинено категориям и осуществляется только на их основе. Мы не можем сформулировать ни одной содержательной мысли о себе или окружающем нас мире, ни одного понятия, ни одного суждения где а) невозможно было бы обнаружить единство самосознания Я (любая мысль вне зависимости от её правильности, истинности, содержательности, глубины и т. д. — всегда моя мысль, и это «мое» охватывает вся мысль целиком со всеми заключенными в ней представлениями); б) невозможно было бы обнаружить ту или иную логическую форму, соответствующую тому или иному чистому рассудочному понятию. Весь синтез, благодарю которому возможны восприятия или созерцания данные для мысли, подчинен категориям.
Таким образом, категории суть условия возможности опыта (как, прежде всего, осмысленного (понятийного) действия) и применимы ко всем предметам опыта. И только опыт делает возможным любое применение категорий.
Тем не менее, замечает Кант, «даже и способность чистого рассудка не в состоянии a priori предписывать явлениям посредством одних лишь категорий большее количество законов, чем те, на которых основывается природа вообще как закономерность явлений в пространстве и времени» (п. 26). Описанные выше законы и правила подчинения чувственного созерцания рассудку и его чистым понятиям представляю собой лишь базовые принципы познания. Конкретные же законы природы в той или иной области не могут быть постигнуты без помощи конкретного опыта, хотя всякий конкретный опыт осуществляет только при соблюдении описанных выше условий.

### Фигурный синтез и синтез воображения (п.24)
Чистые рассудочные понятия — лишь формы мысли, посредством которых не познается никакой определённый предмет. Синтез связывания многообразного в категориях относится только к единству апперцепции. Иначе говоря, синтез самосознания может осуществляться 12 различными способами, вне зависимости от того, что именно является предметом мышления, вне непосредственной связи с каким-либо созерцанием. Этот синтез, синтез как чистую возможность априорного знания, Кант называет интеллектуальным синтезом (synthesis intellectualis).
Тем не менее, как было установлено в процессе трансцендентальной дедукции, рассудок может мыслить синтетическое единство многообразного в созерцании. Это является условием любой интеллектуальной деятельности, которому необходимо подчинен синтез многообразного в созерцаниях — насколько это многообразие доступно в мышлении и для мышления. Этот синтез Кант называет фигурным синтезом.
Взятый в отношении первоначального единства апперцепции, а не многообразного в созерцании, фигурный синтез обращается синтезом воображения, который не тождественной чистому интеллектуальному синтезу.
«Воображение есть способность представлять предмет также и без его присутствия в созерцании». Сама по себе способность воображения принадлежит к чувственности (из-за непосредственной связи с созерцанием), однако её действие как активная свободная спонтанность есть действие рассудка — воображение способно априори определять чувственность сообразно единству апперцепции. «Таким образом, синтез воображения есть первое действие рассудка на чувственность и первое применение его».
Чтобы подчеркнуть спонтанно-свободный характер воображения, Кант называет его способность продуктивной способностью (в отличие от репродуктивной — синтез в которой подчинен эмпирическим законам, прежде всего, закону ассоциации, о котором подробно писал Юм.

### Критика врожденных идей (п. 27)
Ещё один ошибочный вывод может возникнуть у читателя кантовской “Критики…” понимание априорных форм чувственности и особенно рассудка как аналога врожденных идей Р. Декарта. Сам Кант предвидит такую возможность и категорически её отвергает, поскольку, по его мнению, такое признание лишало бы априорные формы всякой необходимости — а ведь именно как гарант необходимости и всеобщности априорные формы и вводятся Кантом в познавательный процесс.
Дело в том, что врожденность априорных форм автоматически наделяет их исключительно субъективным содержанием — подобно тому как субъективны сами по себе ощущения. Я так вижу (например, сходящиеся в одной точке на горизонте железнодорожные пути, в реальности не пересекающиеся), потому что так устроен мой орган зрения. Я мыслю эти представления связными, так как именно так и только так позволяет мне устройство моего разума. Таким образом, содержание моего знания — даже если оно совершенно правильное, даже если именно такое устройство моей познавательной способности с абсолютной точностью позволяет описывать природ и её законы — зависит не о меня самого, а от данности, от игры случая, природных (или божественных) сил, от чего-то внешнего мне. Я из активного субъекта познания превращаюсь всего лишь в пассивного регистратора событий-фактов и связи между ним.
Подобная внешняя предопределённость знания лишает его всякой необходимости — знание становится случайным выпадением “костей” играющего в кости Бога или природы.
Итак, для Канта категории — это “созданные нами самими первые априорные принципы нашего знания”. “Созданные нами” означает здесь лишь то, что ни один акт познания совершить без них у нас не получится — они неизбежно будут присутствовать в каждом нашем познавательном действии, подобно тому как вокруг проводника с переменным электрическим током неизбежно возникает магнитное поле.

### Единство апперцепции и душа
Здесь Кант возвращается к теме, уже затронутой в п.6. Он вновь предупреждает о возможной ошибке, которую легко сделать неискушенному читателю «Критики…», а именно — отождествление апперцепции (самосознания) как необходимого компонента познавательной деятельности с внутренним миром человека как таковым, именуемым душой (как совокупности и существующим в действительности, а не только в модели познавательных операций.
Относительно самопознания Кант повторяет все то, что сказано и о познании per se: человек способен познать себя только как явление внутреннего чувства, но не как сущего самого по себе («Вещь»). Необходимо помнить, что внутреннее чувство и апперцепция — не одно и то же. Внутреннее чувство точно также подвергается воздействию рассудка в спонтанно-свободном акте синтеза. Рассудок создает во внутреннем чувстве связь многообразного, а не находит её предзаданной.
Таким образом, «Я мыслящее себя», отличается от «Я созерцающего себя», совпадая с ним. Я для себя и субъект, и объект. Кант ещё в трансцендентальной эстетике описал этот парадокс и его решение при помощи анализа мышления времени (как формы внутреннего чувства) посредством пространственного образа линии. Но здесь мое самосознание выступает как ключевой момент познавательного акта, без которого сам акт не может состояться. Это и порождает иллюзию эквивалентности само-сознания и само-познания. Таким образом в уточнении нуждается само понятие «первоначального синтеза многообразного» в самосознании, поскольку возникает иллюзия некоторой содержательности и объективности (предметности) того, что именуется «самосознанием».
Дело в том, замечает Кант, что в синтетическом первоначальном единстве апперцепции Я не дано ни как явление, ни как «Вещь», но лишь как бессодержательный модус существования, присутствия. Это представление — мышление, а не созерцание, поэтому оно не обладает никаким содержанием, кроме изначального (пустого, формального) единства мышления как условия успешного мышления как такового. Самосознание не может дать никакого содержания, ибо дает содержание только созерцание, но никак не мышление (рассудок). Для познания (определения) моего существования мне необходимо нужно прибегнуть к внутреннему чувству, подчиненного времени как априорной форме внутреннего созерцания — а, значит, я познаю себя таким, каким я являюсь в созерцании, не более того.
Впоследствии И. Г. Фихте наделит самосознание способностью давать мышлению собственное содержание независимо от созерцания, то есть, фактически припишет рассудку способность интуитивного познания. Однако Кант в «Критике…» последовательно отвергает такую способность. Правда, такая строгость и определённость Канта появляется только во втором издании «Критики…», в связи с чем исследователи отмечают, что и сам Кант даже в годы написания своей фундаментальной работы не до конца ещё определился в этом вопросе.

## Аналитика основоположений
В первой части Трансцендентальной логики Кант описывал первоначальные понятия рассудка и их дедукцию. Во второй части речь идет об их применении к явлениям (канон чистого рассудка) — то есть, от чистых понятий к суждениям. Основоположения рассудка Кант иначе так и называет — учение о способности суждения.
Если рассудок устанавливает правила логического синтеза (в соответствии с 12 категориями), то способность суждения является способностью подводить нечто под правило, различать — подчинено ли нечто правилу или нет. Рассудок соединяет мысли через соединения понятий в суждениях. Несмотря на крайнюю близость к рассудку, способность суждения представляет собой вполне самостоятельную по отношению к нему способность, хотя и тесно связанную с ним. Собственно, задача трансцендентальной логики и заключается в том, чтобы исправлять способность суждений при помощи правил в процессе применения рассудка. Такое исправление и направление предполагает не только знание правил рассудка (данных в категориях) и следование им, но и априорное указание случаев, к которым эти правила необходимо должны применяться, условий, при которых чистым понятиям предметы могут быть даны априори.

### Схематизм чистого рассудка
В этой главе речь идет о чувственных условиях, без которых категории не могут быть применены.
Кант замечает, что когда предмет подводится под понятие, представление о предмете должно быть однородным с понятием. Под однородностью имеется в виду то, что понятие необходимо содержит то, что представляется в подводимом под него предмете.
Кант приводит следующий пример: эмпирическое понятие тарелки (имеющей круглую форму, которая в этом понятии мыслится) однородно с геометрическим понятием круга (как фигуры, образованной множеством точек, расположенных на равном расстоянии от центра, которая в этом понятии созерцается). Иначе говоря, в эмпирическом предмете геометрическая форма не дана, но является результатом синтеза мышления, тогда как в понятии геометрическом она присутствует и распознается интуитивно. Однородность здесь достигается за счет того, что и в мышлении, и в созерцании синтез происходит в рамках одной и той же формы, в данном случае круга — мыслимого (в понятии («Эта тарелка круглая»)) и даного (как организация точек в пространстве).
Однако чистые рассудочные понятия — в отличие от тех же математических — неоднородны с эмпирическими созерцаниями, поскольку (и это было обстоятельно доказано в Аналитике понятий) категории не имеют с ними ничего общего — за исключением того, что первые представляют условие синтеза последних в мышлении. Но каким же образом в таком случае категории могут быть применены в опыте. Отсюда возникает проблема, во многом обратная разрешенной в предшествующем разделе: каким образом возможно применение категорий к явлениям, то есть, как подвести созерцания под чистые рассудочные понятия?
Ясно, говорит Кант, что должно существовать нечто третье, однородное как с категориями, так и с явлениями. Это представление-посредник должно быть чистым (не содержать ничего эмпирического), но при этом а) интеллектуально-рассудочным и б) чувственно-созерцательным. Такое внутренне противоречивое на первый взгляд представление Кант называет трансцендентальной схемой.
Собственно, схема присуща каждому понятию, в том числе, эмпирическому. Выше (в Аналитике понятий) уже говорилось, что каждое понятие как некоторая функция мышления является представлением, объединяющим в себе несколько представлений в синтетическом единстве. Даже данное, например, в учебнике определение эмпирического понятия не всегда позволяет тому же ученику адекватно определить предмет ему соответствующий. Другое дело — наглядность, когда вслед за указанием: «Этот предмет — яблоко», — мы демонстрируем сам предмет непосредственно. Таким образом, за понятием закрепляется образ, а само понятие подтверждает свою эмпирическую природу.
Далее, в воображении этот образ может бесконечно воспроизводиться, причем в силу эмпирического характера понятия возникает иллюзия, что между ним и образом ничего не находится. Однако, указывает Кант, между ними всегда находится схема понятия, воспроизводимая воображением — схема, представляющая собой правило определения созерцания сообразно понятию. Эти схемы и представляют собой «яблоко вообще», «собаку вообще», «человека вообще» и т. д. Таким образом, схема соответствует в понятии общему, образ — единичному (конкретному). Схема является представлением о способе, каким воображение доставляет понятию образ.
Более очевидным этот схематизм становится в математике. Так, говорит Кант, если я вижу пять точек, то у меня возникает образ числа «пять». Но если я мыслю число вообще, то это мышление всегда будет связано с представлением о ряде, выстроенном по определённому правилу, например, в десятичной системе. Точно также понятию треугольника соответствует не образ треугольника сам по себе (иначе, в ответ на просьбу представить треугольник мы всегда представляли бы себе один и тот же треугольник), а схема построения фигуры в пространстве, образованной тремя взаимно пересекающимися прямыми (тремя точками взаимосоединенными попарно). Перед нами некоторое построение, организация некого материала — в данном случае чистого пространства, поскольку чувственное содержание созерцания здесь не дано, да геометрия и не нуждается в таковом — в соответствии с определёнными правилами и определениями. Схема, таким образом, существует только в мышлении и, в первую очередь, для мышления, а не в чувственном созерцании.
Но в случае эмпирического понятия или чистого понятия созерцания (чувственного понятия, математического понятия) вопрос о связи понятия и его содержания решается, вновь укажем, за счет интуитивной, демонстративной наглядности. К чистым рассудочным понятиям этот момент никак не относится, поскольку категории не происходят из опыта и непосредственно с ним никак не связаны. Где найти тот самый мостик, что связал бы содержание опыта и чистый рассудок, призванный это содержание мыслить?
В поисках такого связующего представления и его оснований Кант вновь предлагает нам обратить внимание на время, ведь время — формальное условие данности многообразного содержания созерцания, внутреннего чувства, то есть, условие связывания этого многообразного в рассудочном синтезе. Следовательно, время априори содержит многообразное в чистом созерцании — хотя само по себе и не связывает его. При этом «трансцендентальное временное определение однородно с категорией (которая составляет единство этого определения), поскольку оно имеет общий характер и опирается на априорное правило». Вне условий времени не может быть дано многообразное, не может осуществляться его мышление рассудком. Таким образом обосновывается однородность времени с чистыми рассудочными понятиям.
С другой стороны, трансцендентальное временное определение однородно с явлением, так как время содержится в каждом эмпирическом представлении о многообразном, поскольку любое многообразное может быть представлено в виде временного ряда. Если пространство есть априорная форма внешнего чувства, то временная форма может быть отнесена к чувственности вообще. Трансцендентальное временное определение, таким образом, и становится тем самым искомым посредником при подведении явлений под категории. При этом схема чистого рассудочного понятия не может быть связана с каким-либо образом. Она представляет чистый синтез сообразно правилу единства «на основе понятий вообще»; определение внутреннего чувства вообще по условиям его временной формы в отношении всех представлений, поскольку они должны быть сосредоточены в одном понятии сообразно единству апперцепции".
Чистый образ всех внешних вещей есть пространство, чистый образ всех предметов чувственных созерцаний вообще — время. Но это именно образы предметов, насколько у «предметов вообще» могут быть образы. Вопрос здесь в том, как именно эти образы воплощаются в деятельность рассудка, иначе говоря, как рассудок их мыслит в соответствии с понятиями и соответствующим же образом дает понятиям содержание?
Из рассуждений Канта получается так, что время (временное определение) выступает содержанием чистого рассудочного категориального синтеза. Время дает категориям содержание, представленное в виде схемы. «А есть б» (субстанция), «А есть или в, или д (взаимодействие)» и т. п. логические формы сами по себе лишь логические символы, уравнения, чистые самотождества, но если задать вопрос об их содержании, то мы сразу увидим — в основе этого содержания лежит некоторая временная последовательность или отношение как таковое.
Далее Кант приводит перечень обнаруженных им схем чистого рассудка, образованных трансцендентальным временным определением чистых рассудочных понятий, то есть связыванием чистой логической формы синтеза с временем как условием данного многообразного в созерцании. Заметим, что все приводимые ниже примеры как примеры эмпирические служат лишь для иллюстрации основных моментов, а не каких-либо трансцендентальных обоснований и доказательств.
- Схема количества (величины) — число как представление, объясняющее последовательное прибавление единицы к однородной ей единице (1+1+1+…+N). Однородность здесь важное условие (ср. «Это яблоко красное», «Некоторые яблоки красные», «Эти пять (одно+одно+…) яблок красные» — речь идет именно о яблоках, то есть, содержание субъекта однородно). Число возникает как единство синтеза многообразного однородного созерцания вообще благодаря тому, что в таком схватывании производится (порождается) само время, точнее, временной ряд как чистая форма[10].
- Схема качества выстраивается из нескольких рассуждений. а) Реальность есть некое бытие во времени. б) Отрицание — небытие, отсутствие во времени. «Петр находится в аудитории»; «Петр вышел из аудитории („Петра нет в аудитории“), но через пять минут снова вошёл». Что же здесь имеется в виду под бытием (небытием)? Под бытием/небытием здесь понимается, как писали ещё эмпирики-сенсуалисты XVIII века, нечто, данное в ощущениях («Я вижу, я чувствую..») или отсутствие чего-либо в ощущениях («Карандаша нет на столе» = «Я его не вижу на столе»). Таким образом всякая качественная реальность будет представлять собой непрерывное порождение и ничтожение во времени: в какой-то момент мы ощущаем предмет, в другой — нет. Иначе говоря, от некой степени ощущения (бытия) мы переходим к отсутствию ощущения (небытию) — и наоборот. Здесь в схватывании производится наполнение (содержание) времени, синтез ощущения с представлением о времени. («Это были времена, когда текли молочные реки меж кисельных берегов…»)
- Схема субстанции — постоянство реального во времени. Если предыдущая схема обращала внимание на текучесть чувственно-воспринимаемого мира, отмеченную ещё Гераклитом, то данная схема указывает на нечто постоянное в этом мире, на «субстрат эмпирического определения времени вообще», который сохраняется тогда, когда все остальное меняется. В бесконечной текучести невозможны никакие определения, но если мы это определение схватываем актом мышления, значит нечто постоянное в мире уже утвердилось как возможность такого схватывания. Только на основе постоянного (субстанции) можно определить последовательность явлений во времени и их одновременность. «Это яблоко красное», — красное в какой-то промежуток времени, пока не сгнило и не покрылось плесенью.
- Схема причины и причинности — реальное, за которым (во времени) всегда следует нечто иное ему. Эта схема — схема последовательности многообразного подчиненная правилу. «Если есть огонь, то неизбежно появляется дым», «Если есть молния, то вслед за ней будет и гром».
- Схема общения и взаимодействия — одновременное существование определений одной субстанции с определениями другой. Так в разделительном суждении «Светофор горит или желтым, или красным, или зеленым светом», — выявлены все возможности сигналов светофора, причем в возможности существующие одновременно. Эти возможности находятся в определённом отношении к целому, а взятые все вместе (во взаимодействии) являются исчерпывающей характеристикой целого (в данном случае, светофора)[11].
- Схема возможности — согласие синтеза различных представлений с условиями времени вообще (представление о вещи в какое-либо время вообще). Так возможное положение дел может существовать в какое-то время (например, «Я пишу», даже если конкретно сейчас я этим не занимаюсь), тогда как невозможное не существует ни в какое время (например, "Круглый квадрат существует).
- Схема действительности — существование в определенное время. Выше уже было показано, что всякое постоянное, данное в ощущении, может быть рассмотрено как сущее только в определенный период времени: «Этот человек молод», «Это яблоко красное». За пределами этого временного промежутка — «все течет, все изменяется».
- Схема необходимости — существование предмета во всякое время (всегда). Так суждение «Сумма углов треугольника равна два пи», — было необходимо истинным и во времена Платона, и во времена Канта, и во времена нынешние. Таким образом, схема категорий модальности дает возможность определения времени как коррелята существования предмета — принадлежит ли он времени (в своем существовании) и каким образом.

Итак, все схемы представляют собой априорные определения времени, относящиеся к временному ряду, содержанию времени, порядку времени и совокупности времени. Категории, таким образом, получают возможность применения к явлениям в опыте — то есть такого единственно возможного применения, которое лежит в основе нашей познавательной деятельности.
Вне последнего замечания мы выводим категории за границы их применения и начинаем применять их не только к предметам возможного опыта, но и к вещам за его пределами, то есть, вещам (Вещам) вообще. Однако следует помнить, что при удалении всех чувственных условий категории сохраняют лишь чисто логическое значение — то есть, представлений, которым не дан никакой предмет. Категория без схем — всего лишь функция рассудка. С другой стороны, данные временные определения представляют собой условия применения категорий к явлениям чувственности вообще, взятым не со стороны эмпирической данности (например, одно явление после другого — но почему бы и не наоборот (как ставил вопрос Юм)), а с точки зрения времени как формы всеобщего и необходимого в познании вообще (раннее по времени явление — причина, позднее — следствие).

### Основоположения чистого рассудка
В предыдущей главе были выявлены и описаны общие условия применения категорий. В этой главе речь идет о синтетических суждениях, априори вытекающих из чистых рассудочных понятий. Эти суждения лежат в основе всех остальных знаний и не имеют собственного основания в более общих знаниях.
Для всех суждений вообще, как уже указывалось во Введении, общим условием выступает закон противоречия: ни одной вещи не присущ предикат, противоречащий ей. «…В противном случае, — замечает Кант, — наши суждения сами по себе (и без отношения к объекту) не имеют никакого значения». Этого явно недостаточно — ведь и ложное, и необоснованное суждения могут быть вполне свободны от противоречий. Таким образом, закон противоречия в своей общей форме относится лишь к чистой логике, то есть, к знанию безотносительно к его содержанию.
Однако закон противоречия можно признать полным и достаточным основанием всех аналитических суждений, где он работает как критерий истинности. Для синтетических же суждений он ничего об истинности и ложности сам по себе не говорит. Сложность синтетических суждений состоит в том, что в них осуществляется выход за пределы данного понятия и его соединение с другим, иным по отношению к первому. В таком случае необходимо найти нечто третье, в чём может осуществиться синтез указанных двух понятий. Для эмпирических суждений таким «третьим» является конкретный опыт и данный в опыте конкретный предмет. Для априорных синтетических суждений Кант выделяет троякое основание: а) та совокупность, в которой содержатся все наши представления, внутреннее чувство и его априорная фирма, время; б) способность воображения как основа синтеза представлений и в) единство апперцепции как основа синтетического единства представлений. Так как все три основания являются источниками представлений, то именно здесь и следует искать возможность синтетических суждений.
Возможность опыта — вот то, что дает всем нашим априорным знаниям объективную реальность. Только отнесение представлений к предмету опыта дает познанию объективную реальность. Но без синтеза многообразного согласно понятию о предмете явлений вообще опыт был бы всего лишь набором восприятий. Следовательно, в основе опыта a priori лежат общие правила единства в синтезе явлений, а объективная реальность им соответствующая, всегда может быть указана в опыте или его возможности.
«Поэтому, — пишет Кант, — высший принцип всех синтетических суждений таков: всякий предмет подчинен необходимым условиям синтетического единства многообразного [содержания] созерцания в возможно опыте». Условия возможности опыта как такового (то есть, априорные формы созерцания, синтез воображения и его необходимое единство в трансцендентальной апперцепции) суть услови предмета опыта вообще.
Система основоположений чистого рассудка. Источником всех основоположений выступает рассудок. Согласно им, все, что только может являться нам как предмет, необходимо подчинено правилам, так как без правил эти явления никогда не привели бы к познанию соответствующих последним предметам. Связано это с тем, что только в рассудочном синтезе, условием которого выступают а) синтетическое единство самосознания, б) категориальный синтез в чистых рассудочных понятиях и схемах и в) формальные априорные условия данности многообразного в созерцании — предмет не только мыслится как единство, целостность и завершенность, он мыслится через это как объективно существующий. В соответствии с определёнными условиями мы мыслим предмет как синтетическое единство. В соответствии с теми же условиями мыслится взаимосвязь предметов и объектов в природе в целом. Все так называемые законы природы — подчинение явлений определённым правилам, высшим основоположениям рассудка, которым опыт предоставляет лишь частные случаи применения.
Руководством к построению таблицы основоположений вновь становится таблица категорий:
| Аксиомы созерцания                        | Антиципации восприятия                                                             | Аналогии опыта                                                                             | Постулаты эмпирического мышления вообще                                                               |
| все созерцания суть экстенсивные величины | реальное, составляющее предмет ощущения, имеет во всех явлениях величину (степень) | Основоположение о постоянстве субстанции                                                   | то, что согласно с формальными условиями опыта (в созерцаниях и понятиях), возможно                   |
| все созерцания суть экстенсивные величины | реальное, составляющее предмет ощущения, имеет во всех явлениях величину (степень) | Основоположение о временной последовательности по закону причинности                       | то, что связано с материальными условиями опыта (ощущения), действительно                             |
| все созерцания суть экстенсивные величины | реальное, составляющее предмет ощущения, имеет во всех явлениях величину (степень) | Основоположение об одновременном существовании согласно закону взаимодействия, или общения | то, связь чего с действительным определена согласно общим условиям опыта, существует с необходимостью |
| ----------------------------------------- | ---------------------------------------------------------------------------------- | ------------------------------------------------------------------------------------------ | --- |

##### Аксиомы созерцания
Принцип: Все созерцания суть экстенсивные величины.
Доказательство. Все явления содержат созерцания многообразного, подчиненного пространственно-временным формам. Их схватывание в эмпирическом сознании происходит посредством определённого синтеза — сложения однородного и его синтетического единства. Даже если мы имеем дело с чистым (а не эмпирическим) пространством и временем, мы можем представить его себе в качестве агрегата (пространства) или ряда (время). Этот агрегат или ряд представляет собой сумму однородным моментов (точек, тел, секунд, минут и т. д.) — причем, именно однородность является условием их складывания.
Действительно, мы складываем яблоки к яблокам, секунды к секундам и т. д. Для того, чтобы сложение (как и вычитание) состоялось, необходимо все единицы измерения свести к одной системе). Такое сознание многообразного однородного в созерцании вообще есть понятие величины. Таким образом, в данном случае все явления выступают только как величины.
В случае чистого созерцания все явления выступают как величины экстенсивные — то есть, величины, представления о которых как о целокупности складываются из представлений об их составных частях. В данном случае представления о части необходимо предшествует представлению о целом. Для представления линии необходимо мысленно провести её в созерцании — то есть, воспроизвести все её точки, начиная с исходной. То же самое следует сказать и о времени, которое мыслится как последовательный переход от одного мгновения или момента к другому.
Именно данное основоположение, указывает Кант, является условием того, что чистая математика со всей её точностью становится приложима к предметам опыта. В его контексте все явления (а не Вещи) выступают (даны) как однородные величины, внешние по отношению ко мне как субъекту (время здесь представляется также как внешний образ — как последовательность моментов, подверженных счету), подверженные априори в силу этой однородности математическим операциям. Все, что та же геометрия и арифметика говорят о чистом созерцании, таким образом, приложимо и к предметам созерцания эмпирического.
Таким образом, какой величины бы ряд мы бы не представили — всегда возможно представить прибавление к этому ряду однородной ему единицы, поскольку целое дано и существует лишь как агрегат/ряд множества единиц и выступает как производное этого множества. Тем не менее, не следует смешивать в данном случае величину и число — если первая мыслится как непрерывное (например, 13 талеров как некая величина, которая может быть разбита на бесконечное число монет), то второе (13 талеров как некоторое количество монет) — всего лишь агрегат в чистом пространстве. Единица, понятая как величина, есть нечто непрерывное — как непрерывной будет и прямая линия, из бесконечного количества единиц состоящая.
Впрочем, к проблеме непрерывности Кант обращается и при рассмотрении следующего основоположения.

##### Антиципации восприятия
Принцип: реальное, составляющее предмет ощущения, имеет во всех явлениях величину (степень).
Доказательство. Пространство и время, будучи чистыми созерцаниями, в отношении опыта представляют собой лишь форму, требующую содержания. Таким реальным содержанием (материей созерцания) выступает ощущение как чисто субъективное представление, сознание того, что субъект подвергся некоторому воздействию. Чистое созерцание как форма свободно от материи и может быть описано как нулевая степень ощущения — ощущение конкретного эмпирического объекта — как максимальная степень. Треугольник, мыслимый как геометрическая фигура в чистом созерцании пространства (пусть и определённого) всегда будет оставаться самим собой — как и любая геометрическая фигура или число. Реальный же (данный в ощущениях) объект всегда представляется и мыслится с той или иной степенью ясности или данности — более отчетливо/менее отчетливо, более ярко/менее ярко.
Само по себе ощущение может быть абстрагировано от форм созерцания в объекте. Такое ощущение уже не может мыслиться как экстенсивная величина, но все же оно мыслится как имеющее величину — не экстенсивную, а интенсивную, от нуля (отсутствие объекта) до некоего максимума (полное присутствие объекта в ощущениях). Эта интенсивность выражает степень влияния на чувственность.
Таким образом, наша познавательная способность дает своеобразное предвосхищение данности реальности в опыте — от минимума к максимуму. В ноль перейти ощущение не может, так как в подобном случае речь о каком-либо опыте уже не идет. Собственно, под антиципацией (лат. anticipatio, от anticipare — предупреждать, опережать время) понимается некоторое предвосхищение выводов, исходя из некоторых первоначальных данных. В самих явлениях всегда есть нечто (собственно эмпирическое), не подверженное окончательной антиципации — любое эмпирическое бытие всегда полнее любого интеллектуального предвосхищения. Проблема в том, что как раз таким «неантиципируемым» оказывается как раз ощущения как бесконечно изменчивая, текучая материя созерцания — поэтому, замечает Кант, «оно заслуживает названия антиципации в необычном значении».
Схватывание посредством ощущения представляет собою лишь момент, а не ряд — следовательно, мы имеем дело не с последовательным синтезом, а значит, не с экстенсивной величиной. Отсутствие ощущения в тот или иной момент времени делает его пустым. Но так как всякое ощущение способно как усиливаться, так и исчезать, то между максимумом и минимумом расположен бесконечный ряд состояний возрастания-убывания. Таким образом, схватывание в ощущении отличается от схватывания во внешнем созерцания. Величину, которая схватывается только как целостное единство, в которой множественность представляется как постепенное приближение к собственному отрицанию Кант именует интенсивной.
Итак, все явления вообще суть величины непрерывные — экстенсивные с точки зрения созерцания, интенсивные — с точки зрения восприятия (ощущения, реальности). В ощущениях мы априори знаем только одно их качество — а именно, непрерывность; во всяком же эмпирическом качестве априори познается только их интенсивность, степень, то есть, некоторое их интенсивное количество. Поскольку всякая реальность в ощущениях имеет степень, но даже самая минимальная степень при этому в ноль перейти не может (что, ещё раз, означало бы прекращение какого-либо опыта вообще), из опыта невозможно доказательство пустоты (пустого пространства/времени).
Математические основоположения касаются лишь возможности явлений с точки зрения их конструирования и построения по правилам математического синтеза. Поэтому эти основоположения Кант называет также конститутивными.

##### Аналогии опыта
Общий принцип: опыт возможен только посредством представлений о необходимой связи восприятий.
Доказательство. Под аналогиями в философии традиционно понимается сравнение двух качественных отношений, в котором по данным трем членам можно вывести априори отношение к четвёртому члену, но при этом точно также априори невозможно познать сам четвёртый член. В математике же под аналогиями понимаются формулы, выражающие равенство двух отношений величин и имеющиеся строгий конститутивный характер (если даны три члена пропорции, то может быть сконструирован, выведен и четвёртый). Такого рода философская аналогия позволяет говорить только об отношениях объектов опыта, но не о самих объектах, хотя отношения эти носят всеобщий и необходимый (а не эмпирический) характер.
Синтетическое единство восприятий в опыте составляет существо познания объектов чувств. Однако схватывание многообразного в опыте ещё не говорит само по себе не только о необходимости такого схватывания, но и о необходимости совместного существования восприятий в пространстве и времени. Для достижения такой необходимости опыта отношение восприятий в опыте должно представляться не так, как оно складывается во времени (и дается в созерцании), а так как оно объективно существует во времени. Это объективное существование может быть определено только посредством связывания существования объектов во времени вообще посредством мышления, а не извлечено из эмпирического обнаружения их во времени. Таким образом, опыт возможен «только посредством представления о необходимой связи восприятий».
Уже в разделе о схематизме Кант описал три модуса времени: постоянство, последовательность и одновременность. Поэтому всякий опыт делают возможным три правила временных отношений явлений, согласно которым определяется существования каждого момента времени (части) относительно всего единства времени (единого целого). Трем модусам времени соответствуют, таким образом, три аналогии опыта, опирающиеся на необходимое единство апперцепции в отношении всего возможного восприятия во всякое время. В рамках этих основоположений рассматриваются не сами явления, но лишь существование явлений по отношению друг другу. Данное существование невозможно познать априори — в отличие того или иного способа схватывания в явлении, где правило его синтеза может дать и само созерцание как содержание (в математических конститутивных основоположениях), здесь содержание имеет исключительно эмпирический характер. Существование явлений невозможно сконструировать — поэтому основоположения в данном случае дают только регулятивные принципы.
Кант ещё раз напоминает, что данные основоположения имеют только эмпирическое, а не трансцендентальное применение — то есть, применимы они только к предметам возможного опыта, а не за его пределами. При помощи этих основоположений мы имеем право соединять явления по аналогии с логическим единством понятий — и потому в самом основоположении будет присутствовать категория — однако в применении к явлениям необходимо пользоваться схемой категории (формулой основоположения) как условием, ограничивающим применение чистого рассудочного понятия.
- А. Первая аналогия: Основоположение о постоянстве субстанции

При всякой смене явлений субстанция постоянна, ее количество в природе не увеличивается и не уменьшается.
Доказательство: Все явления мыслятся во времени — и только в нём может быть представлено и одновременное существование, и последовательность. Но поскольку время не может быть воспринято, в явлениях как предметах восприятия должен быть некий субстрат, представляющий время вообще, в котором только и может быть осмысленно всякое последовательное или одновременное существование. Но субстрат всего реального (то есть относящегося существованию вещей) есть субстанция. Следовательно, постоянное в явлениях есть субстанция явлений, их содержание, всегда остающееся (и мыслящееся) одним и тем же. Поскольку субстанция не меняется в своем существовании и мыслима только таким образом, количество её в природе не может ни уменьшаться, ни увеличиваться.
Поскольку схватывание многообразного происходит всегда последовательно во времени, посредством одного лишь схватывания невозможно определить — есть ли данное многообразное нечто одновременно существующее или последовательное во времени. Так, например, последовательное схватывание качеств яблока (сферообразное, красно-зеленое, кислое…) само по себе оставляет открытым вопрос, одновременно ли существуют все указанные качества — особенно если, например, для того, чтобы увидеть красное пятно на боку яблока, нам нужно его повернуть так, чтобы от нашего восприятия полностью ушёл зелёный бок. Условием определения одновременности или последовательности будет выступать нечто неизменное и постоянное (в данном случае — яблоко), при этом всякая смена состояния будет рассматриваться как модус существования этого постоянного.
Такое постоянное выступает как субстрат эмпирического представлениями о самом времени и делает возможным любое определение времени. Изменение касается не самого времени, а только явлений во времени; как и одновременное существование не есть модус времени. Благодаря постоянству существование во времени обретает величину — продолжительность. Таким образом, в силу того, что время само по себе не воспринимаемо, во всех явлениях постоянное есть сам предмет как субстанция, а все, что изменяется, относится лишь к способам существования этой субстанции (акциденциям).
Из указанного основоположения вытекает ещё ряд положений, лежащих в основе современного научного мышления, например, а) субстанция не уничтожается, изменяется только её форма или б) из ничего не возникает ничего. Также на понятии субстанции основывается и правильное толкование понятия «изменение»: изменение не есть возникновение или уничтожение, но один способ существования, следующий за другим способом существования одного и того же предмета (маленькое зелёное яблоко становится большим и красным).
Таким образом, подводит Кант итог рассмотрения первой аналогии, постоянство есть необходимое условие, при котором можно определить явления как предметы возможного опыта.
- В. Вторая аналогия: Основоположение о временной последовательности по закону причинности

Все изменения происходят по закону связи причины и действия.
Доказательство. Связывание восприятий во времени (как следующих одно за другим) происходит как в чувственности и созерцании, так и синтетической способностью воображения. Воображение может связывать эти восприятия (например, А и Б) двояко — так что либо одно, либо другое будет предшествовать во времени (А и Б, Б и А). Поскольку речь идет о воображении, я сознаю только то, что одно явление мыслится после другого, а не то, что в самом объекте одно состояние предшествует другому.
Для того, чтобы познать это отношение, его нужно мыслить так, чтобы с необходимостью было определено, какое восприятие (явление) должно мыслиться раньше, а какое — позже. Но такая необходимость не может как необходимость обнаруживаться в опыте (как убедительно показал Юм), она может быть основана только на чистом понятии — понятии отношения причины и действия, из которых первое определяет по времени второе. Опыт возможен только потому, что мы подчиняем многообразное в явлениях (в данном случае — последовательность во времени) чистому рассудочному понятию (причины/следствия) — явления опыта возможны, таким образом, только благодаря закону причинности.
Итак, многообразное в восприятиях всегда схватывается последовательно во времени — поскольку данность многообразного в созерцаниях всегда подчинена времени как своему условию. Так, воспринимая, например, яблоко, я сперва вижу его красный бок, затем — зелёный, беру его в руки, ощущая твёрдость, после — подношу его к носу и вдыхаю запах, далее — пробую на вкус и т. д. Однако следуют ли эти восприятия друг за другом в самом предмете? Ведь явления ещё не есть сам объект — они лишь обозначают объект тем или иным образом, объект же должен быть определённым образом схвачен мышлением как некое единство многообразного в созерцании. Явление как целое может быть противопоставлено ряду восприятий и представлений в их схватывании только в том случае, если оно мыслится — причем, мыслится правильно, то есть в соответствии с правилом необходимого схватывания многообразного. «То в явлении, в чем содержится условие этого необходимого правила схватывания, есть объект», — замечает Кант. Яблоко мыслится как единый, цельный объект, объединяющий многообразное в восприятиях согласно первой аналогии опыта — как нечто постоянное во времени, как субстанция. Здесь мы не можем рассматривать объект как простую сумму его свойств — ибо объект в его рассудочном схватывании, в мышлении, предшествует схватыванию многообразия восприятий, где никакая целостность не дана (ни как полнота ряда во времени, ни как целостность агрегата в пространстве).
Теперь обратим внимание на процесс изменения — то есть, смену состояний. То, что нечто возникает (происходит то, чего прежде не было) нельзя воспринять эмпирически без восприятия предшествующего состояния. Но схватывание последующего состояния в созерцании, как было показано выше в примере с яблоком, само по себе как схватывание многообразного во времени не отличается от схватывания предыдущего. Яблоко можно начать созерцать как с формы, так и с цвета и вкуса, точно также как и дом — с крыши, фундамента или стен. Порядок созерцаний для синтеза здесь не имеет значения. Однако если речь идет о восприятии некого изменения (от события А к событию В), то последовательность событий уже не может мыслиться как произвольная. Восприятие лодки или плота ниже по течению реки не может быть ранее восприятия тех же объектов выше по течению. Здесь порядок восприятия при схватывании определён, и схватывание связано им.
Таким образом, в восприятии происходящего, в восприятии некого следования В за А, всегда имеется некий порядок, правило — что и делает необходимым порядок следующих друг за другом восприятий. «Я…, — пишет Кант, — должен выводить субъективную последовательность схватывания из объективной последовательности явлений». Правило, таким образом, дано уже в многообразии созерцания. Но такая последовательность схватывания все равно ничего не говорит о связи многообразного в объекте, она все равно совершенно произвольна. Объективная же последовательность явлений должна состоять в таком порядке, по которому то, что происходит, схватывается по правилу после того, что предшествует, что уже произошло — что и означает, что я не могу схватывать иначе, кроме как в указанной последовательности.
Итак, в предшествующем событии вообще необходимо присутствует условие, при котором за ним нечто всегда и необходимо следует. Предшествующее по сути своей потому и таково, что за ним идет следующее, которому оно предшествует — но не наоборот. Обратный же путь — от следующего к предшествующему — невозможен. Можно представить себе рождение после смерти, строительство фундамента после крыши, воздействие тела, изменяющего импульс другого тела после изменения движения последнего — но невозможно представить предшествующее после последующего. Событие, рассмотренное как обусловленное, всегда указывает на предшествующее как на условие, событие, понятое как условие, всегда указывает на последующее как на следствие.
Таким образом, субъективный синтез превращается в объективный, если принимается правило: явления в их происхождении определяются предшествующим состоянием. Это правило не может быть выведено из опыта, поскольку в таком случае оно было бы всего лишь эмпирическим, а не всеобщим и необходимым. Здесь мы сталкиваемся с тем же случаем, что и с остальными априорными представлениями — мы мыслим их в опыте ясно и просто, поскольку сами их туда вложили, хотя полная ясность этого правила наступает после его применения в опыте.
Однако здесь есть ещё один существенный момент — существование причины и действия не в последовательности временных определений (от предшествующего к последующему), но одновременно. «В тот момент, когда действие возникает, оно всегда существует одновременно с каузальностью своей причины, так как оно не возникло бы, если бы за мгновение до [его появления] причина исчезла». Проблема в данном случае заключается не в течении эмпирического времени (здесь одновременность вполне допустима, так как невозможно указать мельчайший временной интервал между двумя эмпирически наблюдаемыми событиями), но в априорном временном порядке — от прошлого к настоящему, от произошедшего к происходящему, от условия к обусловленному, от причины к последствиям. Эмпирически время может фиксироваться любым образом — но мыслится оно всегда в виде некого последовательного ряда.
Причинность приводит нас к понятию действия, а действие — вновь к понятию субстанции. Там, где есть действие (деятельность, акт, сила), там есть и субстанция как нечто постоянное. Действие само по себе априори уже означает отношение субъекта причинности к следствию. Но этот субъект сам должен быть постоянным. Так как всякое следствие мыслится как нечто изменчивое (происходящее), то последним субъектом изменчивого необходимо будет нечто постоянное как субстрат всего изменяющегося — то есть, субстанция. Действие как основание смены явлений не может мыслится как принадлежащее изменяющемуся субъекту. В противном случае, вместе с изменением вновь необходимо мыслить действие — и, соответственно, субъекта этого действия (и так — в бесконечность).
Вернемся к проблеме следования следствия за причиной. Действие причины происходит на протяжении всего времени изменения — следовательно, оно не внезапно, не мгновенно. При этом её действие непрерывно — от меньших степеней к большим. Кант называет такое непрерывное действие причинности в силу его однородности — мгновением. «Изменение, — замечает он, — не состоит из таких мгновений, а производится ими как следствие их». Таким образом, ни время, ни явление во времени не состоят из простых неделимых частей, однако состояние объекта при изменении проходит через все эти моменты от одного состояния к другому (подобно тому как при движении тело движется по некоторой траектории, потенциально состоящей из точек, но при этом как траектория движения неделимой; тело при движении проходит все эти точки, число которых бесконечно, при этом мы не можем в силу непрерывности времени указать минимальный интервал движения).
Таким образом, время содержит в себе «чувственное априорное условие», делающее возможным непрерывное движение от предшествующего к последующему; рассудок же посредством единства апперцепции есть априорное условие непрерывного определения всех моментов явления во времени через ряд следующих в строгом порядке друг за другом причин и следствий. Это делает эмпирическое знание о временных отношениях применимым ко всякому времени, то есть объективным.
- С. Третья аналогия. Основоположение об одновременном существовании согласно закону взаимодействия, или общения.

Все субстанции, поскольку они могут быть восприняты в пространстве как одновременно существующие, находятся в полном взаимодействии.
Доказательство. Сказанное выше относится и к постулатам эмпирического мышления вообще, касающихся синтеза чистого созерцания (формы), синтеза восприятия (содержания) и синтеза опыта (отношения первого и второго). Они также относятся к основоположениям динамическим. От математических основоположений они — ещё раз — отличаются не степенью достоверности, а интуитивно-демонстративным характером очевидности.
Вещи мыслятся как существующие одновременно (сосуществующие), если в эмпирическом созерцании восприятие одной вещи может чередоваться с восприятием другой. Иными словами, сосуществование есть существование многообразного в одно и то же время. Однако, поскольку само время нельзя воспринять, синтез воображения при схватывании может показать ли то, что при наличии одного восприятия другое отсутствует, но не может показать, существуют ли объекты этих восприятий одновременно. Следовательно, для того, чтобы утверждать это одновременное существование как объективное, необходимо рассудочное понятие этих одновременно существующих независимо по отношению к друг к другу вещей (субстанций).
Отношение субстанций, когда одна из них заключает в себе определения, основания которых находятся в другой, называется влиянием. Если же это отношение таково, что оно обратимо (основания определения одной находятся в другой — и наоборот), то такое отношение будет общением или взаимодействием. Одновременное существование двух субстанций в пространстве можно познать не иначе как через допущения взаимодействия между ними — такое взаимодействие также будет одним из условий возможности вещей (объектов) как предметов опыта.
В том случае, если субстанции как нечто постоянное (1-я аналогия) мыслились бы совершенно изолированными, никакое восприятие не могло бы сделать их одновременность своим содержанием. Будучи абсолютно разделенными абсолютно пустым пространством, субстанции мыслились бы разделенными но без различения их последовательного или одновременного существования. Точно также восприятие давало бы представления об этих субстанциях — и даже их связности в времени, так как после восприятия одной мы переходили бы к восприятию другой — но, опять же, без различения последовательности и одновременности.
Итак, необходимо, чтобы имелось нечто, определяющее существование А благодаря существованию Б и наоборот. Таким определением места во времени выступает её причина (причина её определений). Следовательно, в случае мышления существования субстанций как одновременного, необходимо мыслить причину одной субстанции в другой субстанции — и наоборот. Иными словами, субстанции должны находиться в полном динамическом общении. Без общения всякое восприятие должно мыслиться как оторванное от остальных восприятий — и цепь опыта должна при каждом новом восприятии начинаться заново.
Это, подчеркивает Кант, ещё не означает доказательства несуществования пустоты вообще — она вполне может существовать где-то за пределами наших восприятий, там, где невозможно мышление одновременного, там, где не может существовать ни один из объектов (предметов) возможного опыта. Следует помнить, что если мы мыслим взаимодействие субстанций (одно делает возможным существование и восприятие другого), то, прежде всего, для того, чтобы мыслить (представлять) объект как одновременно существующие. Благодаря такому взаимодействию (общению) объекты, находящиеся вне друг друга, тем не менее связаны друг с другом, образуя нечто сложное.
Общее пояснение к аналогиям. Итак, Кант выделяет три динамических отношения, рассмотренных в вышеприведенных аналогиях: присущность, следование и сложение. Все три аналогии представляют собой принципы существования явлений во времени согласно трем модусам последнего: отношение к времени как величине (продолжительности), как к ряду (последовательности) и совокупности всякого существования (одновременности). Место всякого явления во времени определяется не опытом, а рассудком в соответствии с правилом, благодаря которому существование явлений может обрести синтетическое единство сообразно с временными отношениями — следовательно, априори для всякого времени. Эмпирически это сделать невозможно, так как абсолютное время не есть предмет восприятия.
Аналогии представляют собой единство природы в связи всех явлений. Взятые вместе, они говорят: все явления заключаются в единой природе, без априорного единства которой не было бы возможно ни единство опыта, ни определение предметов в нём.
Эти аналогии не могут быть доказаны догматически, исходя из одних понятий, так как невозможно перейти от понятия предмета и его существования к понятию и существованию другого предмета. Такую возможность дает опыт, в котором предметы могут быть даны. В возможности же опыта и обнаруживаются априорные условия полного и необходимого временного определения всякого существования в явлении. Без этого априорного условия невозможно никакое эмпирическое временное определение.

##### Постулаты эмпирического мышления вообще
1. То, что согласно с формальными условиями опыта (в созерцаниях и понятиях), возможно.
2. То, что связано с материальными условиями опыта (ощущения), действительно.
3. То, связь чего с действительным определена согласно общим условиям опыта, существует с необходимостью.
Пояснение: Категории модальности не расширяют понятий, которым они служат предикатами, но лишь выражают отношение к познавательной способности — к рассудку, эмпирическому применению его, способности суждения, разуму в его применении к опыту. Помимо этого, основоположения модальности содержат ограничения всех чистых рассудочных понятий только эмпирическим, а не трансцендентальным применением. Если понятия представляют собой не только чистые формы мышления, но имеют какое-либо отношение к вещам и их возможности (внешнему миру), то они должны быть направлены на синтетическое единство возможного опыта.
Возможность. Постулат возможности требует согласованности понятия с формальными условиями опыта вообще — априорными формами созерцания и чистыми рассудочными понятиями. Вещь (объект), на которую направлено познание, должна не только иметь возможность мыслиться по определённым правилам, но и определённым образом присутствовать как возможная данности. Понятие, выражающее собой синтез оказывается пустым, если синтез не принадлежит опыту — эмпирически (заимствуясь из опыта) или априорно (предшествуя и обуславливая опыт).
Отсутствие противоречий может быть критерием истинности аналитических суждений, но в суждениях чистых синтетических его явно недостаточно ни для определения истинности суждения, ни для определения реального существования его субъекта и предиката. Для этого необходима данность предмета в созерцании (чистом, как, например, в геометрических построениях, или же эмпирическом). Возможность вещей как предметов опыта невозможно усмотреть ни из чистых понятий самих по себе (догматизм), ни из данности восприятий. И в том, и в другом случае мир, построенный в процессе нашего познания, никогда бы не содержал в себе никаких законов, не имел бы всеобщего и необходимого характера, но был бы принципиально случайным и произвольным.
Иначе говоря, о возможности той или иной вещи мы можем говорит лишь при условиях, на которых основываются все предметы опыта. Любое понятие содержит в себе возможность предмета только в том случае, если возможно показать данность этого предмета по условиям созерцания. При этом «образующий синтез» (синтез воображения), посредством которого строится схема объекта понятия, совпадает с синтезом схватывания явления, многообразного в созерцании. Если понятие предшествует данности в восприятии, то это означает лишь возможность его.
Действительность. Восприятие, дающее материал для понятия, есть единственный признак действительности. Постулат познания действительности вещей требует восприятия (осознанного ощущения) предмета — либо связи его с каким-либо действительным восприятием.
Таким образом, наше знание о существовании вещей простирается настолько, насколько простирается восприятие и его результат согласно эмпирическим законам.
Опровержение идеализма. Так называемый идеализм выдвигает серьёзные возражения против приведенных выше рассуждений, правил и постулатов, поэтому Кант особое место отводит его опровержению. Под идеализмом он имеет в виду теорию, провозглашающую существование предметов в пространстве вне нас сомнительным и недоказуемым (проблематический идеализм Декарта), либо ложным и невозможным (догматический идеализм Беркли). Последнее неизбежно, если рассматривать пространство как свойство Вещей (вещей-самих-по-себе). Это основание разрушено Кантом ещё в Трансцендентальной эстетике. Что же касается первого, философски более основательного, то оно нуждается в дополнительном рассмотрении.
Эту мысль Кант формулирует в виде следующей теоремы «Простое, но эмпирически обоснованное осознание моего собственного существования служит доказательством существования предметов в пространстве вне меня».
Доказательство теоремы следующее. Я сознаю (мыслю) свое существование как определённое во времени. Но всякое определение во времени полагает существование чего-то постоянного в восприятии (1-я аналогия), которое не может находиться во мне, поскольку мое существовании им и определяется. Следовательно, воспринять это постоянное можно только при помощи самой вещи вне меня, а не только представления о такой вещи. Таким образом, сознание моего собственного существования есть также непосредственное сознание существования внешних вещей.
Итак, не столько внутренний опыт выступает непосредственно данным, сколько опыт внешний. Именно внешний опыт делает возможным внутренний как определение существования во времени. Представление «Я существую» непосредственно сопровождает все наши представления, однако оно само по себе ещё не есть знание, не есть опыт.
Тем не менее, из того, что все наши понятия обретают содержание и смысл только при соотнесении их с созерцанием и восприятием, не следует, что все, что нами воспринимается есть сущее. Кант оговаривает, что чувства, восприятия, ощущения могут обманывать — положение, которое, ко времени написания «Критики…» уже не вызывало сомнений после работ Гоббса, Локка и Юма.
Необходимость. Далее, Кант обращается к последнему постулату — постулату необходимости, причем, необходимости существования, а не необходимости строго и чисто логической. Необходимость существования, пишет Кант, никогда нельзя познать из понятий: она всегда познается только из связи с тем, что воспринимается, по общим законам опыта. Но при наличии других данных явлений можно познать как необходимое только существование действий из данных причин по законам причинности. Критерий необходимости заключается только в законе возможного опыта, согласно которому все происходящее a priori определено своей причиной в явлении.
Необходимость касается только отношений между явлениями по динамическим законам и возможности заключать априори от данного существования (причины) к другому существованию (действию, следствию). Все, что происходит — гипотетически необходимо, поскольку происходящему с необходимостью предшествует предшествующее. Поэтому положение ничто не происходить по слепому случаю (как и положение необходимость не бывает слепой, но всегда обусловленной) — есть всеобщий закон природы. Оба указанных закона — динамические; первый представляет следствие аналогий опыта, второй присоединяет к ним понятие необходимости. К этим двум законам следует добавить принцип непрерывности, отрицающий всякий скачок в ряду изменений, а также любой пробел (разрыв) в ряду явлений. Все эти положения (правила рассудка) направлены к тому, чтобы не допускать в эмпирическом синтезе ничего, что могло бы нанести ущерб непрерывной связи явлений — то есть единству понятий рассудка. Только в рассудке становится возможным систематическое единство опыта, в котором все восприятия находят свое место.
Таким образом, мы можем познать только необходимость существования состояний вещей, а не необходимость существования самих вещей (субстанций).

##### Общее замечание к системе основоположений
По одной лишь категории мы не можем усмотреть возможность вещи — объективная реальность чистого рассудочного понятия выясняется только в связи с созерцанием. Таким образом, без созерцания неизвестно — мыслим ли мы посредством категорий какой-либо объект. Поэтому из одних категорий нельзя построить ни одно синтетическое суждение или доказать какое-либо синтетическое положение. Такая возможность появляется только в отношении объектов возможного опыта, то есть, познания объектов, данных в эмпирическом созерцании, обусловленном в свою очередь созерцанием чистым.
Для доказательства объективной реальности категорий мы, однако, нуждаемся не просто созерцаниях, но во внешних созерцаниях. Так в чистых понятиях отношения нам требуется 1) созерцание в пространстве для объективной реальности понятия субстанции; 2) созерцание в пространстве (как возможности отношений мест) для объективной реальности понятия общение; движение в пространстве для объективной реальности понятия причинности. В последнем случае мы имеем проблему объяснения следствия одного состояния из противоположного ему — что невозможно ни объяснить без примера, ни понять без созерцания (например, движения тела в пространстве, пребывающего в разное время в различных местах — что является условием мыслимости и созерцания внутреннего). Внешнее созерцание становится необходимым условием мышления созерцания внутреннего.
Таким образом, все основоположения чистого рассудка суть не более чем априорные принципы возможного опыта — и только к опыту относящиеся.

### Феномены (phaenomena) и ноумены (noumena)
Завершив обзор сферы рассудка («царства истины», окруженного «обширным и бушующим океаном» «средоточия иллюзий»), Кант считает необходимым ещё раз обратиться к его результатам.
Все, что рассудок черпает из себя без заимствования из опыта, может быть применено только в опыте. Все основоположения чистого рассудка содержат в себе лишь схему возможного опыта, который получает свое первоначальное единство от синтетического единства, свободно сообщаемого рассудком синтезу воображения — и все явления как данные для возможного знания должны находиться в согласии и связи. Эти правила рассудка а) истинны априори; б) являются источниками всякой эмпирической истины как соответствия знания объекту. Таким образом, законным применением рассудка является его применение только к предметам возможного опыта, явлениям, но не вещам самим по себе, Вещам. Первое применение называется эмпирическим, второе — трансцендентальным.
Если устранить всякое чувственное созерцание, то чистые рассудочные понятия никак нельзя обосновать, следовательно — доказать их реальную возможность (и, следовательно, возможность самой мысли); с другой стороны, сами по себе, без отношения к объекту эти понятия не имеют никакого значения, то есть — пусты. Мышление же всего-навсего есть действие, состоящее в том, чтобы относить данное созерцание к предмету. Предмет при отсутствии созерцания всегда остается трансцендентальным. Чистая категория, таким образом, не определяет ни одного объекта, но лишь выражает мышление, направленное на объект вообще.
Помимо этого для применения категорий в контексте способности суждения необходима описанная выше рассудочная схема. Таким образом, трансцендентальное применений категорий вообще не является их применением. Чистые рассудочные понятия имеют трансцендентальное значение, но не применение. Тем не менее, поскольку категории по происхождению не зависят от чувственности (в отличие от форм созерцания — пространства и времени), возникает иллюзия возможности их трансцендентального применения.
Однако, когда мы говорим о тех или иных чувственно-воспринимаемых объектах как о явлениях (phaenomena), мы тем самым отличаем способ их созерцания от их свойств самих по себе (коих мы не созерцаем, но — умопостигаем (noumena)) и противопоставляем одно другому. Рассудок, таким образом, называя какой-либо предмет феноменом, сам себе создает представление о предмете самом по себе и воображает, что может образовывать понятие о подобном предмете. Неопределенное понятие о нечто вообще, находящееся вне нашей чувственности, он принимает за определённое понятие сущности. Однако, если рассудок мыслит ноумен как не имеющий отношения к чувственности, то он не вправе применять к нему категории, так как последние имеют значения только в отношении к единству созерцаний в пространстве и времени. С другой стороны, возможность вещи можно показать только ссылкой на соответствующее созерцание, а не на отсутствие противоречия в её понятии, то есть из самого чистого понятия вещи. Следовательно, ноумены должны пониматься и трактоваться не положительно (как существующие объекты, аналогично предметам опыта), но исключительно негативно — как то, что не есть объект чувственного созерцания. Созерцания же отличного от чувственного мы иметь не можем.
Здесь следует напомнить, что в системе понятий нам уже встречались понятия проблематические. Такие понятия (не содержащие в себе никакого противоречия) выступают как ограничения данных понятий, но не содержат в себе никакой объективной реальности, которую можно было бы познать. Именно таким понятием и является понятие ноумена — в нём рассудок простирается дальше сферы явлений. Это понятие служит демаркацией, ограничением сферы чувственности — и иного смысла в себе не содержит.
Таким образом, деление мира на ноумены и феномены допустимо только в негативном (отрицательном), но не положительном смысле — в этом делении мыслится лишь граница между миром содержательным, познаваемым, объективным, существующим, и «нечто вообще», о существовании которого невозможно судить и знать, хотя это понятие и может мыслиться как чистое.
С другой стороны, можно сказать, что чувства дают нам вещь как она является, а рассудок — как она есть, однако последнее положение следует понимать не в трансцендентальном, а только в эмпирическом смысле: не как они есть «сами по себе», а как они должны быть представляемы в непрерывной связи явлений в качестве предметов опыта.

### Амфиболия рефлективных понятий
Под амфиболией традиционно понимается двойственность или двусмысленность, получающаяся от расположения слов или употребления их в разных смыслах и контекстах, например, «казнить нельзя помиловать», «добро побеждает зло», «песок засыпал снег» и т. д. Кант же рассматривает феномен амфиболии применительно к особому классу понятий, называемых рефлексивными, определяющих отношения в суждении между другими понятиями.
Данный раздел, обозначенный как приложение к Аналитике основоположений представляет собой критику лейбницианского рационализма, поскольку Лейбниц, по мнению Канта, оказался обманутым указанной амфиболией, построив чисто интеллектуальную систему мира, сравнив все предметы только с рассудком и только посредством понятий.
Рефлексия — такое состояние души, в котором мы пытаемся найти субъективные условия образования понятий. Это осознание отнесения тех или иных представлений к различным источникам познания, решения вопроса — к какой именно познавательной способности наши представления принадлежат, рассудку или чувственности?
Не все суждения нуждаются в исследовании, то есть, решении вопроса об их истинности; но все суждения нуждаются в рефлексии — то есть, различения той познавательной способности, к которой принадлежат данные в суждении понятия. Связь представления с познавательной способностью Кант называет трансцендентальной рефлексией, которая — в отличие от простой логической рефлексии — направлена на предметы, а не только на понятия.
Отношения, в которых понятия могут находиться, следующие: тождества и различия, согласия и противоречия, внутреннего и внешнего, определяемого и определения (материи и формы). Правильное определение этого отношения зависит от того, в какой познавательной способности они субъективно относятся друг к другу. Это различие влечет различие в способе мышления этих понятий.
1. Тождество и различие. Если предмет дан несколько раз с одними и теми же внутренними определениями, то как предмет чистого рассудка он есть одна и та же вещь. Если же предмет рассмотрен как явление (с точки зрения чувственности), то как бы ни были одинаковы понятия, различие положения в пространстве в одно и то же время является основанием для численного различия предметов чувств (не один, а два).
2. Согласие и противоречие. Если реальность дана чистым рассудком, то невозможно (немыслимо) противоречие между реальностями в одном субъекте. Реальности же в явлении могут противоречить друг другу — одна реальность может полностью или отчасти уничтожать следствия другой.
3. Внутреннее и внешнее. Для чистого рассудка внутренним будет то, что не имеет никакого отношения к чему-либо внешнему (как отличному от него). Внутреннее же определение субстанции как явления в пространстве есть отношение, как и сама субстанция — совокупность отношений. Субстанцию в пространстве, пишет Кант, мы познаем только по силам, которые действуют в нём или привлекая к себе другие (притяжение), или противодействуя их проникновению в него (отталкивание и непроницаемость)…"
4. Материя и форма (Определяемое и определение). Рассудок требует, чтобы сперва было дано (в понятии) определяемое, а затем определение — поэтому в чистом рассудке материя всегда предшествует форме. Но если рассматривать то же самое как данное в явлении, то форма созерцания предшествует всякой материи (ощущениям) — только она и делает возможным опыт.
Таким образом, всякое понятие занимает определенное место в рассудке или чувственности в зависимости от происхождения своего представления. Указания, каким образом определить место каждого понятия Кант называет трансцендентальной топикой. Она показывает не предмет, а только сравнение представление, предшествующее понятию о вещах.
Итак, вышеприведенные рассуждения показывают ничтожность всех выводов о предмете, сравниваемых друг с другом только лишь в рассудке и подтверждают то, что явления (хотя они и не могут быть объектами чистого рассудка) суть единственные объекты в отношении которых наше знание может иметь объективную реальность, то есть, «быть таким знанием, в которых понятиям соответствует созерцание».

### О понятии «Ничто»
Трансцендентальную философию необходимо начинать с деления на возможное и невозможное. Но такому делению должно, в свою очередь, предшествовать единство — то есть, понятие более высокого уровня, понятие о предмете вообще. Это понятие само по себе есть понятие проблематическое, то есть не содержащее в себе указание, есть ли оно нечто или, наоборот — ничто.
Решить последнюю проблему нам вновь помогает система категорий.
1. Количественным понятиям (многое, одно) противоположно понятие «ни одного». Предмет понятия, которому не соответствует никакое созерцание, («ни одного предмета») есть ничто. Такое понятие не имеет объекта, подобно ноуменам (понятиям чистого рассудка) — которые нельзя назвать ни возможными (см. Постулат 1), ни невозможными. Это пустое понятие без предмета, пустое порождение мысли.
2. Реальности (нечто) противоположно понятие «ничто» — понятие об отсутствии предмета («темнота как отсутствие света», «холод как отсутствие тепла»; или же — «вот стол и стул», а между ними — «ничто»). Это — пустой предмет понятия. Нельзя представить тьму, не представляя свет.
3. Форма созерцания (пространство и время) без субстанции есть не предмет, а формальное условие предмета — как формы они суть нечто, но при этом они не предметы, которые можно созерцать («в это время ничего не произошло», «в этом месте ничего не было»). Это — пустое созерцание без предмета. Нельзя представить пространство и время если не даны протяжённые вещи или ряд изменённых состояний.
4. Предмет понятия, противоречащего самому себе, есть ничто, так как это понятие есть невозможное («круглый квадрат»). Это — пустой предмет без понятия, бессмысленная вещь, упразднение понятием самого себя.